# Opéra baroque
L'opéra baroque est un genre musical qui correspond à une période de l'histoire de l'opéra qui voit l'apparition du genre de l'opéra tout à la fin du XVIe siècle ainsi que son développement au cours du XVIIe siècle et pendant une partie du XVIIIe siècle.

## Genèse

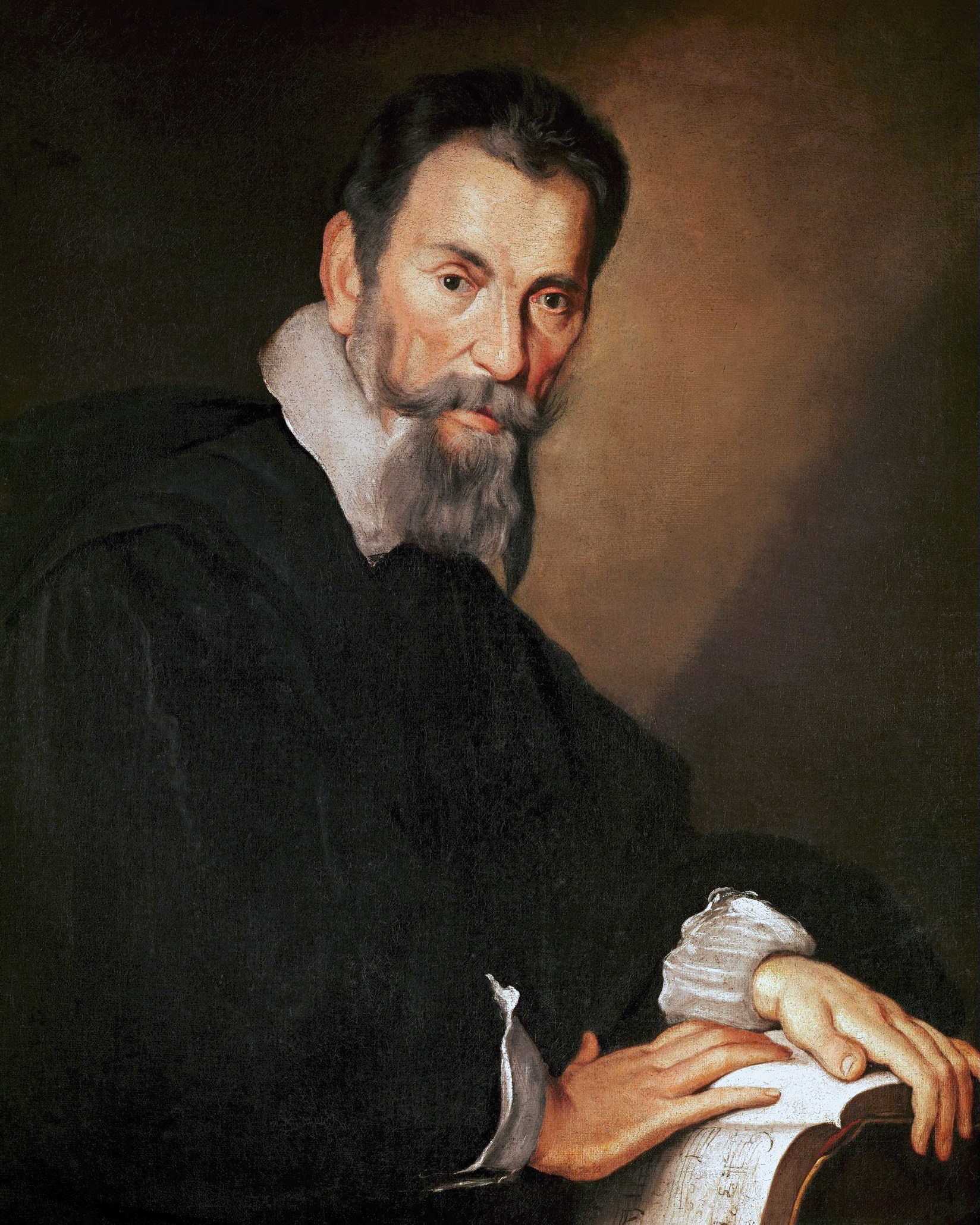
Bernardo Strozzi, Claudio Monteverdi, vers 1630.

La musique baroque est aujourd'hui bornée à partir de 1600 et évolue jusqu'en 1750 environ (la mort de Jean-Sébastien Bach) et correspond à la musique savante composée en Europe. L'œuvre vocale du répertoire baroque est habitée par les cantates et les oratorios mais est également le moment de l'apparition de l'opéra en tant que genre artistique composite. L'opéra naît en effet grâce à l'invention du recitar cantando italien, qui est un type de chant lyrique monodique, une voix unique, particulièrement expressive, accompagnée d'une basse continue. Si le baroque « reflète la profonde instabilité, la grande théâtralité, le goût des contrastes violents et le sentiment de fugacité des choses », alors l'opéra y trouve une place idéale : le genre voit en effet le jour dans les académies musicales florentines avec les première expériences menées par Jacopo Peri, avec notamment La Dafne de Jacopo Peri, créé en 1598 à Florence. L'Italie est en effet le berceau du genre, puisque dès la fin du XVIe siècle, plusieurs œuvres ont une forme qui s'en rapproche, avec Euridice, représenté pour la première fois en 1600 dans la même ville. L'ouvrage considéré cependant comme le premier opéra en tant que tel est composé par l'italien Claudio Monteverdi : L'Orfeo, créé en 1607 à Mantoue.
La naissance de l'opéra s'accompagne de la volonté des auteurs de faire revivre la tragédie antique, qui est alors déclamée en un chant accompagné de chœurs et de danses. Cela explique pourquoi les premiers opéras empruntent leur sujet à la mythologie gréco-romaine et leur structure à la tragédie, bien que par la suite des ouvrages aient des thèmes bibliques puis davantage populaires et théâtraux.

## Historique et figures principales par pays
Après son apparition et son développement en Italie, l'opéra va progressivement s'étendre au reste de l'Europe et donner naissance à des genres uniques adaptées aux différents pays.

### Italie

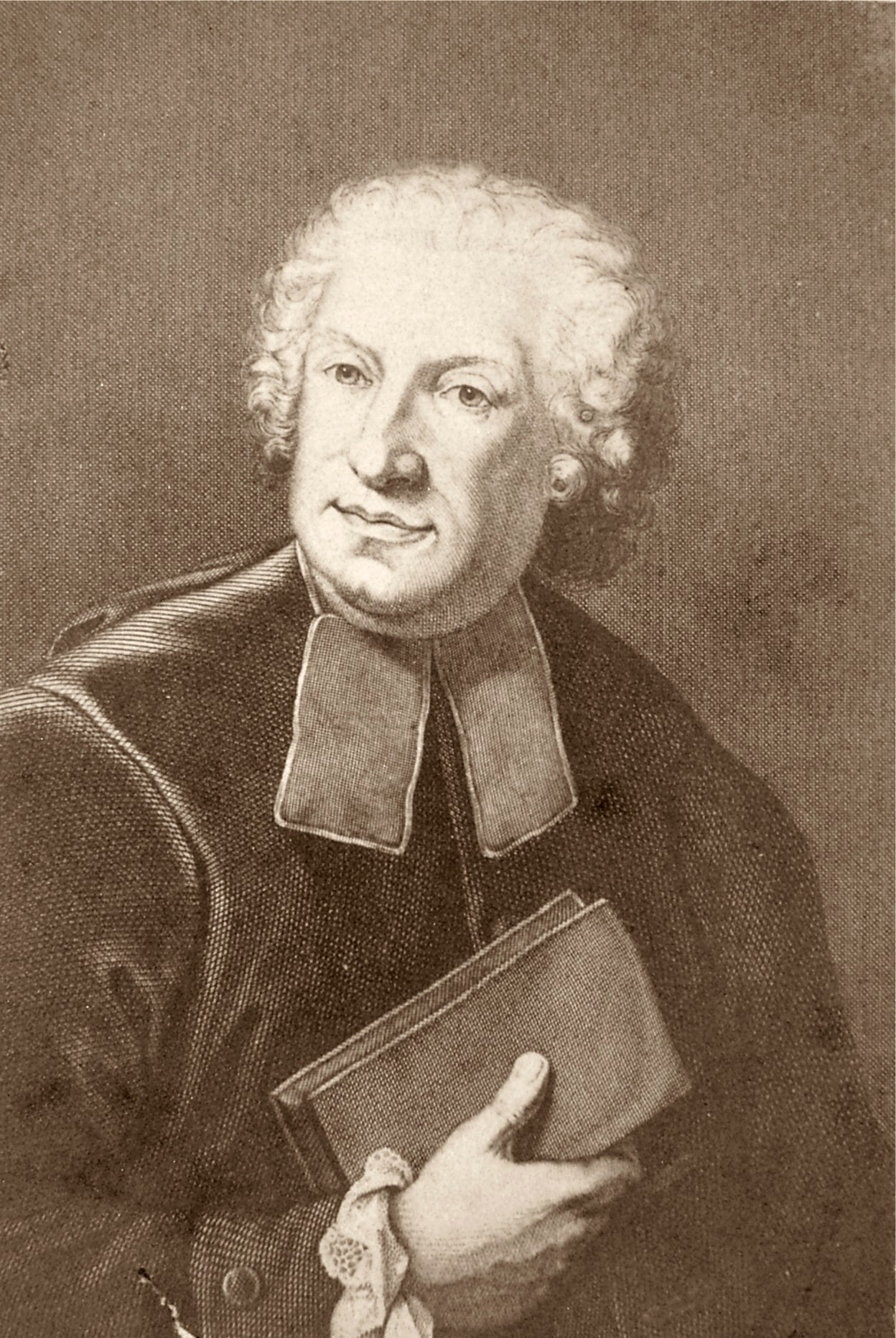
Pietro Metastasio

#### AuXVIIesiècle
Dans la première moitié du XVIIe siècle, plusieurs compositeurs majeurs italiens deviennent les chefs de file de ce nouveau genre. Francesco Cavalli fait partie de ceux qui ont le plus influencé l'opéra public avec des ouvrages comme La Didone en 1641, Il Giasone de 1649 ou encore La Calisto de 1652. Antonio Draghi, dans la seconde moitié du siècle est également un des compositeurs de premier plan avec la composition de presque cent-soixante dix opéras au cours de sa vie.

#### AuXVIIIesiècle
La fin du xviie siècle va voir apparaître une scission du genre de l'opéra baroque vers deux formes distinctes et opposées qui vont devenir les références dans presque toute l'Europe par la suite : l'opera seria et l'opera buffa. Ce dernier traite d'un sujet plus léger et comique tandis que le premier exploite le genre d'une manière plus sérieuse : c'est celui-ci qui va s'imposer dans la plupart des pays, hormis la France. Ce genre sérieux voient triompher les castrats dans les rôles des héros. L'opera seria, bien qu'il possède une structure complexe, reste la principale forme d'opéra durant la première moitié du siècle, dont l'une des figures majeures est Leonardo Vinci.
Les livrets de Pietro Metastasio acquièrent une grande renommée et obtiennent la faveur des souverains des états, qui voient en eux un moyen efficace de se mettre en avant, par leur teneur héroïque ; ses écrits sont mis de très nombreuses fois en musique par les compositeurs, également par la figure principale de l'opéra baroque du xviie siècle : Antonio Vivaldi.

### France
La France engendre un style particulier exclusif à son territoire et à sa manière, au travers de la tragédie lyrique. Cette particularité trouve notamment sa source dans la volonté de se démarquer de l'opera italien lorsque, après que le cardinal Jules Mazarin eut introduit ce genre en France dans les années 1650, l'arrivée au pouvoir de Louis XIV renversa la balance. Le compositeur Robert Cambert et le librettiste Pierre Perrin imaginent déjà une œuvre dramatico-lyrique qui préfigure le genre de l'opéra avec la pastorale Pomone en 1671. Cependant, le principal représentant de l'opéra en France et le créateur de la tragédie lyrique est le compositeur d'origine italienne Jean-Baptiste Lully ainsi que le librettiste Philippe Quinault. Arrivé en France en 1661 et repéré par Louis XIV, le franco-italien va d'abord opérer sa carrière au sein de la cour à partir de la composition de ballets auxquels prend part le roi puis va s'illustrer par ses comédie-ballets avec Molière avant de composer presque une tragédie lyrique par an jusqu'à sa mort en 1687. La première tragédie lyrique Cadmus et Hermione de 1673 marque d'une pierre blanche le début de l'opéra français et pose les bases des caractéristiques de ce genre spécifique.

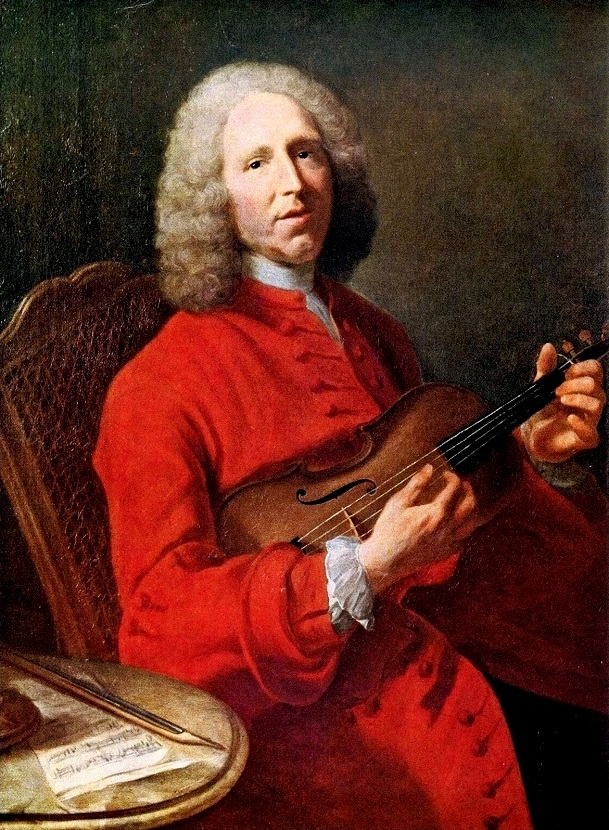
Attribué à Joseph Aved, Portrait de Jean-Philippe Rameau, vers 1728.

L'opéra de cette période en France place l'intrigue de ses livrets au sein de la mythologie gréco-romaine, faisant intervenir les héros antiques pour divertir la cour.
Après la mort de Jean-Baptiste Lully, le monopole qu'il avait sur le genre de la tragédie lyrique ainsi que sur l'Académie Royale de Musique prend fin et cela ouvre la voie à d'autres compositeurs dans la création d'opéras. La pastorale revient en force avec l'apparition de l'opéra-ballet, genres plus légers et le langage musical évolue : les musiciens se tournent en partie vers la vocalisation italienne. André Campra avec L'Europe galante de 1697 ou André Cardinal Destouches sont les têtes de file de cette période et évoluent dans ces genres. En revanche, une tragédie lyrique d'ampleur voit le jour avec Médée de Marc-Antoine Charpentier créé en 1693.
Le XVIIIe siècle de l'opéra en France est marqué par Jean-Philippe Rameau et notamment son ouvrage Hippolyte et Aricie en 1733 qui crée un tournant historique du genre de l'opéra et va entraîner notamment la querelle des Lullystes et des Ramistes, entre partisans de la tradition et ceux de la modernité. Par la suite, la majorité de ses ouvrages tels que Castor et Pollux de 1737, le ballet-héroïque Les Indes galantes de 1735 ou encore Platée de 1745.

### Allemagne

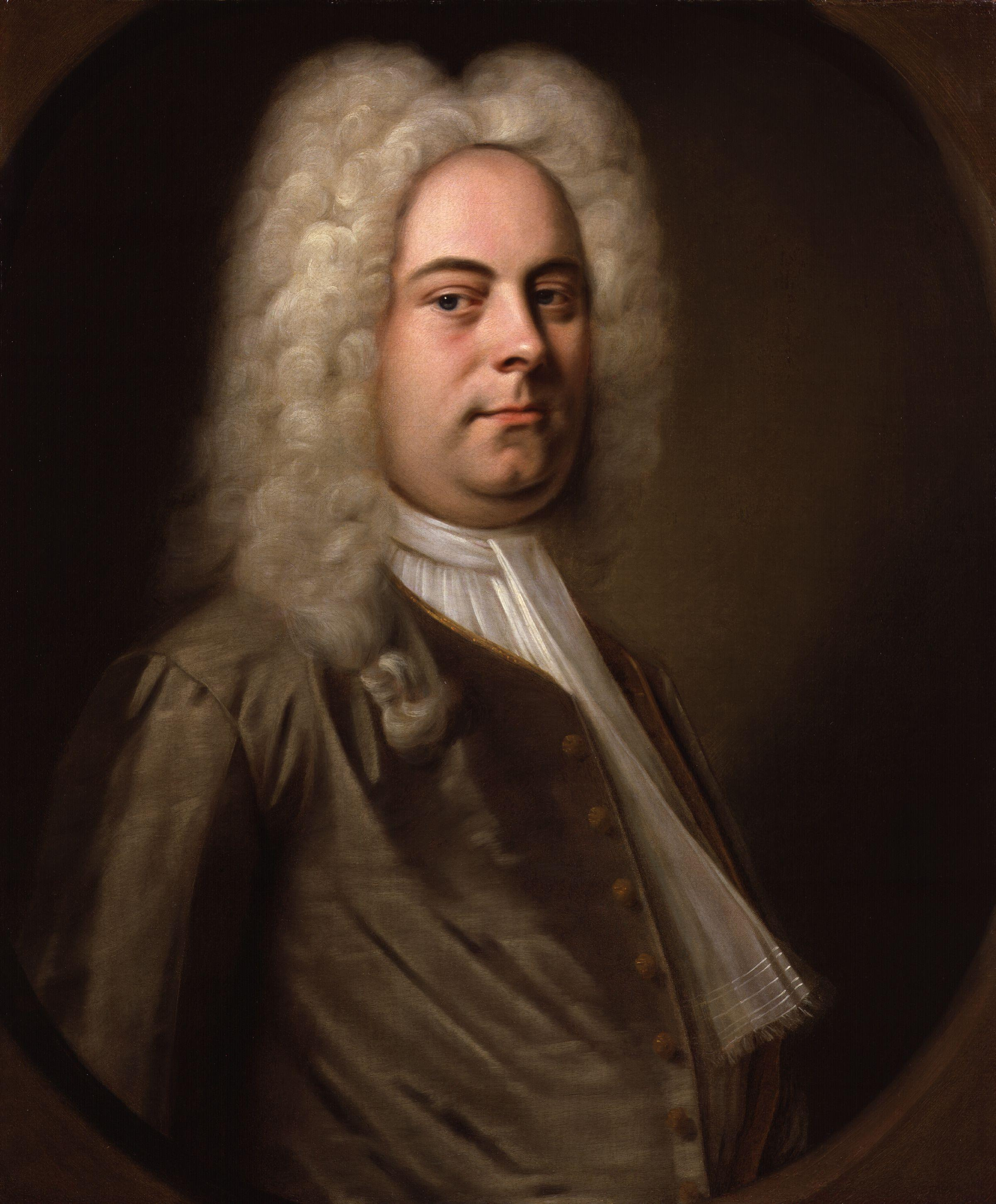
Balthasar Denner, Georg Friedrich Haendel, vers 1728.

Chez les Allemands, si Jean-Sébastien Bach est très prolifique dans le domaine œuvres vocales de type oratorio ou cantate, l'opéra est cependant plus tardif à s'imposer et ne va prendre ses marques qu'à partir du XVIIIe siècle. Georg Friedrich Haendel est une figure de proue de la composition d'opéras, avec plus de quarante ouvrages écrits, bien que la plupart soient créés en Angleterre. Un de ses ouvrages majeurs est Serse, créé en 1738 à Londres.

### Angleterre
Le principal représentant de l'opéra anglais est Henry Purcell, qui, malgré une courte carrière, compose un ouvrage complet, Didon et Énée, créé en 1689 ainsi que plusieurs semi-opéras tels que King Arthur en 1691 et The Fairy Queen l'année suivante. On retrouve également John Blow avec les masques typiquement anglais, mêlant théâtre et divertissement chanté et dansé.

## Postérité

### Survie de l'opéra baroque
L'opéra baroque survit difficilement à la suite de l'évolution de l'histoire de l'opéra : quelques ouvrages restent dans le répertoire et sont parfois joués, tels que l'intermède La serva padrona de Jean-Baptiste Pergolèse, créé en 1733 et triomphal durant son siècle, qui est par la suite régulièrement repris notamment dans les capitales européennes. Quelques ouvrages d'Henry Purcell tels que Didon et Énée parviennent à se maintenir ainsi qu'Acis and Galatea de Georg Friedrich Haendel au milieu de l'effervescence de l'opéra romantique de la seconde moitié du xixe siècle.

### Redécouverte auXXesiècle
L'opéra baroque, pendant longtemps laissé à l'abandon et presque jamais joué, est redécouvert puis de nouveau considéré dans le dernier quart du XXe siècle. La musique ancienne fait l'objet d'un intérêt nouveau dans la deuxième moitié de ce siècle, et la musique baroque en particulier, de même que la manière d'interpréter ces œuvres : on parle alors d'interprétation historiquement informée. Ces tendances fournissent le terreau nécessaire à une nouvelle émergence de l'opéra baroque sur les scènes lyriques, qui trouveront leur force dans la nouvelle génération de chefs d'orchestre d'après-guerre.

#### Chefs d'orchestre et ensembles
Une nouvelle génération de musiciens redécouvre la musique baroque ainsi que l'opéra s'y afférent et interprètent des ouvrages de cette époque. Certains chefs d'orchestre vont devenir les chefs de file de cette tendance tels que le Britannique John Eliot Gardiner explore les registres des compositeurs ayant opéré dans son pays : Henry Purcell et Georg Friedrich Haendel ainsi que l'opéra français et y fait ses débuts en dirigeant la création des Boréades de Jean-Philippe Rameau, ouvrage qui n'a jamais été monté depuis sa composition. Le franco-américain William Christie et son ensemble Les Arts florissants font renaître l'opéra baroque français quand ils interprètent en 1987 Atys de Jean-Baptiste Lully avec une mise en scène de Jean-Marie Villégier.
Des chefs d'orchestre de la nouvelle génération poursuivent cette recherche autour la musique baroque et de son opéra tels que Marc Minkowski, né en 1962, enregistre de nombreuses œuvres lyriques français de Jean-Baptiste Lully ou Jean-Philippe Rameau dès les années 1980 ou encore Christophe Rousset avec son ensemble Les Talens Lyriques ; Raphaël Pichon explore également le genre avec son Ensemble Pygmalion. Nous retrouvons également des chefs impliqués dans la musique ancienne et baroque tels que René Jacobs et Emmanuelle Haïm : l'ensemble de cette nouvelle génération de chefs se démarquent par l'exploration d'un répertoire baroque diversifié autour de l'interprétation proche de ce qui se fait aux xviie siècle et xviiie siècle. En effet, ces reconstitutions constituent une étape important de la redécouverte de l'opéra baroque, en particulier dans la mise en scène.

#### Festivals d'opéra baroque
Dans la mouvance de la redécouverte de la musique et des ouvrages baroques, plusieurs festivals voient le jour mettant en avant notamment l'opéra baroque. Le Festival international d'opéra baroque de Beaune, fondé en 1983, cherche à monter sur scène des ouvrages baroques oubliés et participe ainsi la redécouverte et la diffusion du genre. Nous retrouvons également le Festival d'opéra baroque de Bayreuth qui commence son activité en 2000 puis arrêtée et reprise en 2020 avec Carlo il Calvo de l'italien Nicola Porpora créé en 1738 ainsi que Gismondo, Rè Di Polonia de 1727 de Leonardo Vinci,.